# Golfo della Rudnaja
Il golfo della Rudnaja (in russo Бухта Рудная?), fino al 1972 Tetjuche (бухта Тетюхе), è un'insenatura situata sulla costa occidentale del mar del Giappone, in Russia. Appartiene al distretto urbano della città di Dal'negorsk, nel Territorio del Litorale (Circondario federale dell'Estremo Oriente).

## Geografia
L'insenatura è lunga 1,2 km e larga, all'ingresso, 2,7 km, la profondità dell'acqua arriva oltre i 18 m; è delimitata a sud da capo Briner (Мыс Бринера), dove c'è un faro. Nel golfo, alla foce del fiume Rudnaja, si trova il villaggio di Rudnaja Pristan' (Рудная Пристань). A sud dell golfo della Rudnaja si trovano i faraglioni Dva Brata a soli 130 m dalla terraferma. Sono il simbolo della regione e sono conosciuti anche per essere stati impressi sulle banconote da 1000 rubli del 1995.